# Isabelle Buret
Pour les articles homonymes, voir Buret.
Isabelle Buret est une ingénieure française spécialiste des télécommunications et de l'astronautique.

## Biographie
En 1990, Isabelle Buret sort diplômée de Télécom ParisTech et passe ensuite deux ans au Japon comme chercheuse invitée au laboratoire japonais de télécommunications par satellite de Nippon Telegraph and Telephone. À son retour en 1993, elle rejoint Alcatel Espace où elle est responsable du programme d'ingénierie des systèmes pour le projet Globalstar. En 1996, elle y travaille comme Ingénieur design numérique embarqué. En 1999, elle rejoint Thales Alenia Space où elle est responsable de la recherche sur les télécommunications et sur les systèmes de navigation. En 2010, elle est responsable recherche et développement des télécommunications et gestionnaire de politique de produit. En 2013 elle est nommée responsable de la conception d'Iridium Next.
Impliquée dans le développement des collaborations de recherches publiques-privées, elle représente Thales Alenia Space au conseil d’administration du laboratoire associatif TéSA (Laboratoire des TéléCommunications Spatiales et Aéronautiques) dont elle est la trésorière. Auteure de 40 publications et de 5 brevets, Isabelle Buret a joué un rôle important dans la féminisation des équipes dont elle a eu la responsabilité.

## Distinctions
Le 31 décembre 2012, elle est nommée au grade de chevalier dans l'ordre national de la Légion d'honneur au titre de « ingénieure, responsable recherche et développement d’un groupe spatial ; 22 ans de services ».
En 2012, elle reçoit le prix Irène-Joliot-Curie dans la catégorie « parcours femme entreprise », et en 2013, le quotidien La Tribune la nomme « Women's Awards » dans la Catégorie Industrie,.

## Pour approfondir